# Квадратен фут
Квадратен фут (англ. square foot) е британска имперска единица за площ производна на фута. Тя е равна на площта на квадрат със страна един фут. Обозначава се най-често като sq. ft или ft2, но се срещат и други съкращения.
Първоначално стандартизирана във Великобритания, тя е възприета в страните от Британската общност. С навлизането на метричната система постепенно бива изместена от квадратния метър.
Квадратният фут е официална единица за площ в САЩ и неофициално се използва във Великобритания за жилищни и офисни площи. За строителни и земемерски цели предимно се използва кратната единица акър.

## Съотношение към други единици
Кратните на квадратния фут единици са:
- 1 кв. инч = 1/144 кв. фута (1 кв. фут = 12" x 12" = 144 кв. инча)
- 1 кв. ярд = 3' x 3' = 9 кв. фута
- 1 скуеър (англ. „square“ – квадрат) = 10' x 10' = 100 кв. фута (неметрична единица в Австралия)
- 1 акър = 1 фърлонг x 1 чейн = 660' x 66' = 43 560 кв. фута

Съотношения към метрични единици:
- 1 кв. фут = 0,09290304 м2 (1 м2 ≈ 10,76391 кв. фута)
- 1 кв. фут = 9,290304 дм2 = 929,0304 см2